# 四天王寺 (大阪市の地名)

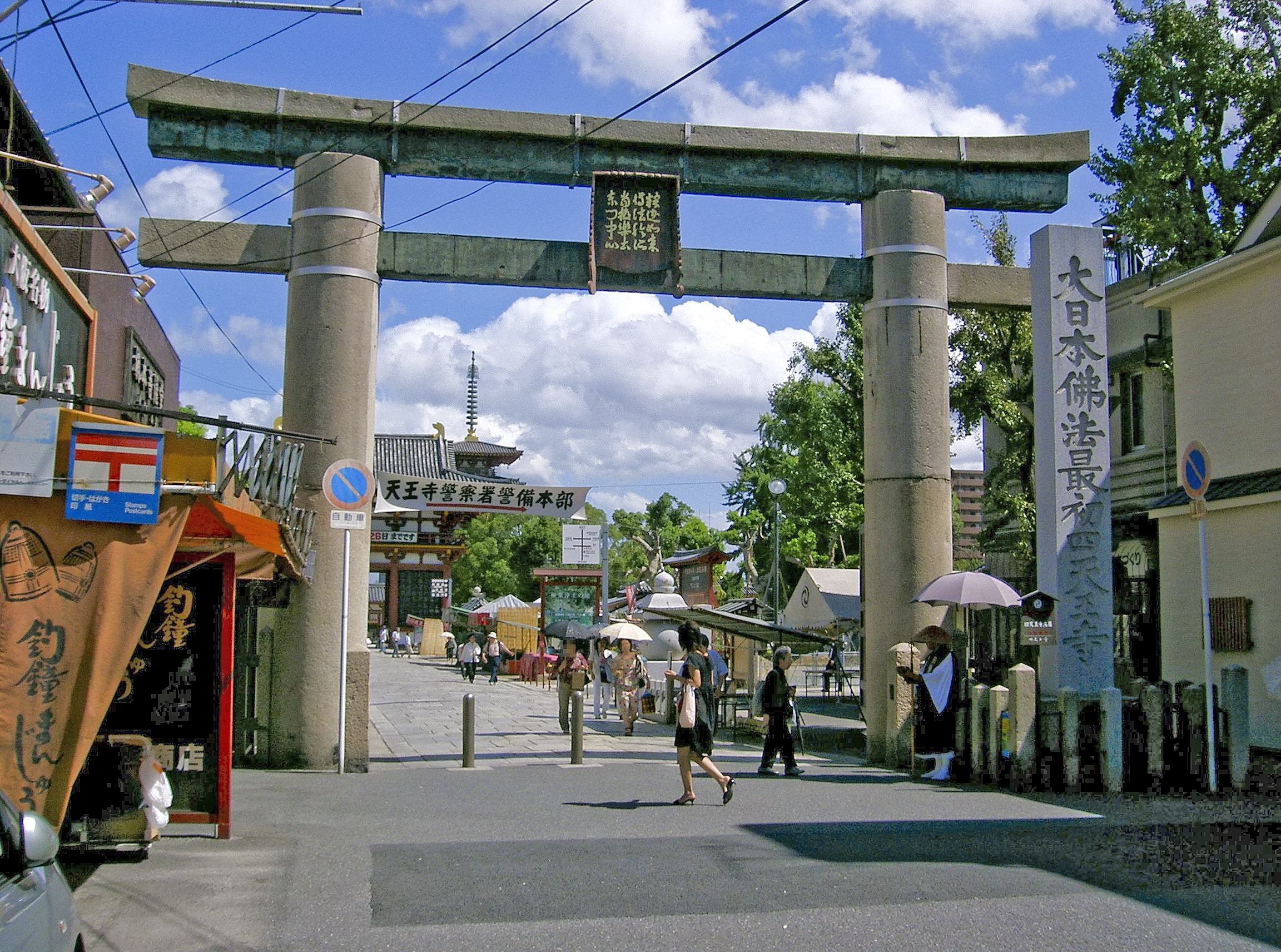
四天王寺西門
（四天王寺1丁目）

四天王寺（してんのうじ）は、大阪府大阪市天王寺区の町名。現行行政地名は四天王寺一丁目および四天王寺二丁目。

## 地理
上町台地上に位置するが、1丁目の南東と2丁目付近は台地の東斜面にかかる。1丁目の大半は四天王寺の境内地で、四天王寺の東縁を通る上町筋以東が2丁目となる。
593年（推古天皇元年）創建とされる四天王寺は観光客や参拝者で賑わうが、表通りから外れると比較的閑静な住宅街となっている。また、現存する世界最古の企業である金剛組の所在地でもある。

## 歴史
元は東成郡天王寺村・南平野町村のそれぞれ一部。
- 1889年（明治22年）4月1日 町村制の施行により、東成郡天王寺村大字天王寺、東平野町大字南平野となる。
- 1897年（明治30年）4月1日 大阪市へ編入され、南区天王寺大字天王寺、東区東平野大字南平野となる。
- 1900年（明治33年） 南区天王寺元町・天王寺椎寺町、東区上綿屋町・上本町9 - 10丁目に改編。
  - 四天王寺境内が天王寺元町、その西縁が天王寺椎寺町、北縁が上綿屋町・上本町9丁目、北東縁が上本町10丁目。
- 1925年（大正14年）4月1日 いずれも新設の天王寺区へ転属。旧・天王寺村の2町は「天王寺」の冠称を廃して元町・椎寺町に改称。
- 1944年（昭和19年） 上本町10丁目を東門町に改称。
- 1981年（昭和56年） 元町・椎寺町・上綿屋町・上本町9丁目の一部を四天王寺1丁目の現行行政地名に改編。
- 1984年（昭和59年） 東門町を四天王寺2丁目の現行行政地名に改編。

## 世帯数と人口
2019年（平成31年）3月31日現在の世帯数と人口は以下の通りである。
| 丁目           | 世帯数    | 人口    |
| -------------- | --------- | ------- |
| 四天王寺一丁目 | 894世帯   | 1,790人 |
| 四天王寺二丁目 | 179世帯   | 434人   |
| 計             | 1,073世帯 | 2,224人 |

### 人口の変遷
国勢調査による人口の推移。
| 1995年（平成7年）  | 1,333人 | [ 5 ] |  |
| 2000年（平成12年） | 1,782人 | [ 6 ] |  |
| 2005年（平成17年） | 1,615人 | [ 7 ] |  |
| 2010年（平成22年） | 1,938人 | [ 8 ] |  |
| 2015年（平成27年） | 2,069人 | [ 9 ] |  |

### 世帯数の変遷
国勢調査による世帯数の推移。
| 1995年（平成7年）  | 573世帯   | [ 5 ] |  |
| 2000年（平成12年） | 896世帯   | [ 6 ] |  |
| 2005年（平成17年） | 842世帯   | [ 7 ] |  |
| 2010年（平成22年） | 945世帯   | [ 8 ] |  |
| 2015年（平成27年） | 1,006世帯 | [ 9 ] |  |

## 事業所
2016年（平成28年）現在の経済センサス調査による事業所数と従業員数は以下の通りである。
| 丁目           | 事業所数  | 従業員数 |
| -------------- | --------- | -------- |
| 四天王寺一丁目 | 115事業所 | 1,069人  |
| 四天王寺二丁目 | 25事業所  | 171人    |
| 計             | 140事業所 | 1,240人  |

## 施設

### 主な企業
- 金剛組

### 史跡
- 四天王寺
  - 四天王寺本坊庭園
- 壽法寺
- 宗恩寺
- 蒼龍寺
- 妙覚寺

## 教育機関
- 大阪市立大江幼稚園
- 大阪市立大江小学校
- 四天王寺中学校・高等学校

## 交通

### 鉄道
- 大阪メトロ谷町線 四天王寺前夕陽ヶ丘駅

### バス
- 大阪シティバス 天王寺警察署前停留所、四天王寺前夕陽ヶ丘停留所

### 道路
- 国道25号
- 谷町筋
- 上町筋
- 大阪市道四天王寺巽線（五條宮前交差点以東は勝山通）

## その他

### 日本郵便
- 〒543-0051[3]（集配局：天王寺郵便局[11]）

## ギャラリー

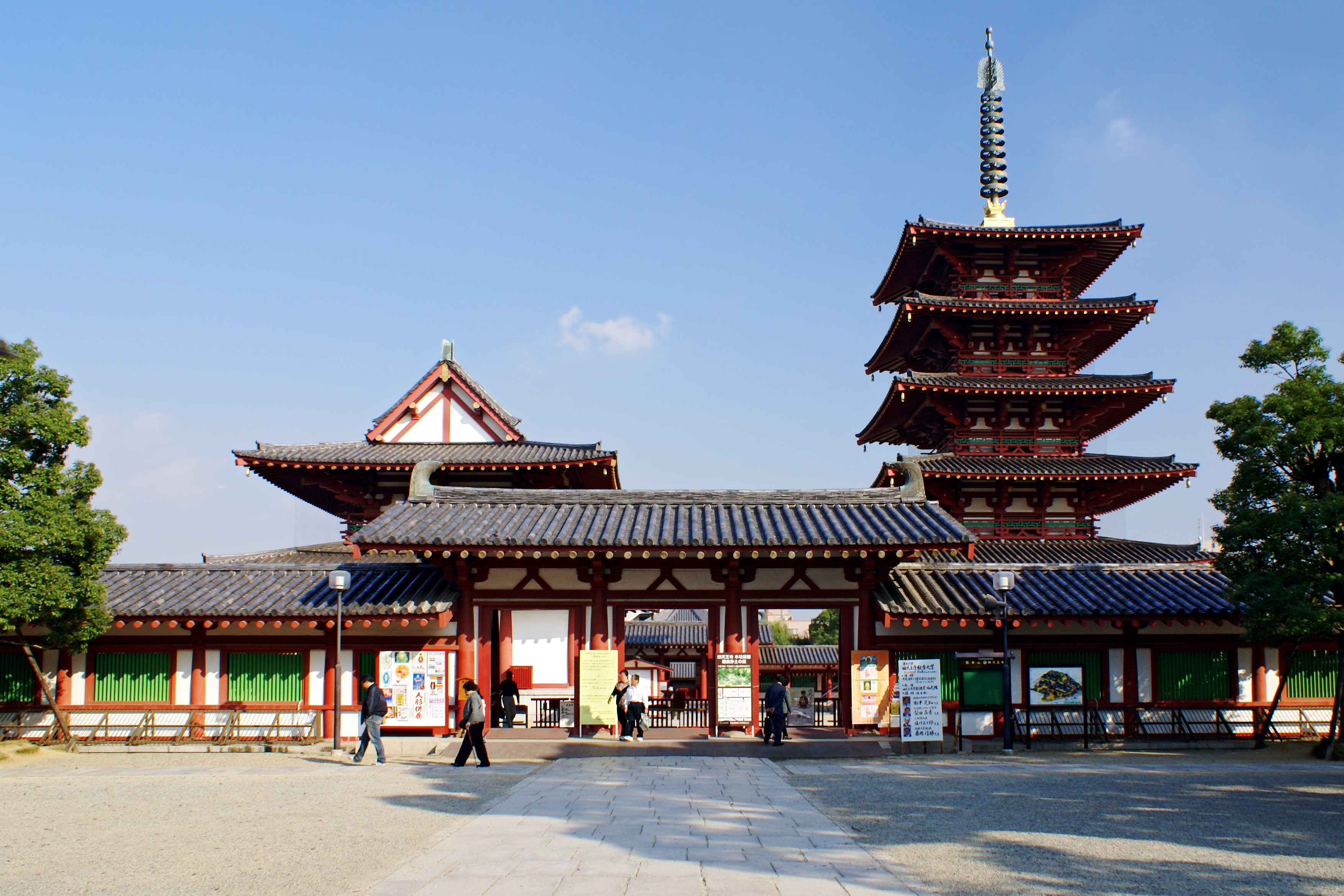
四天王寺
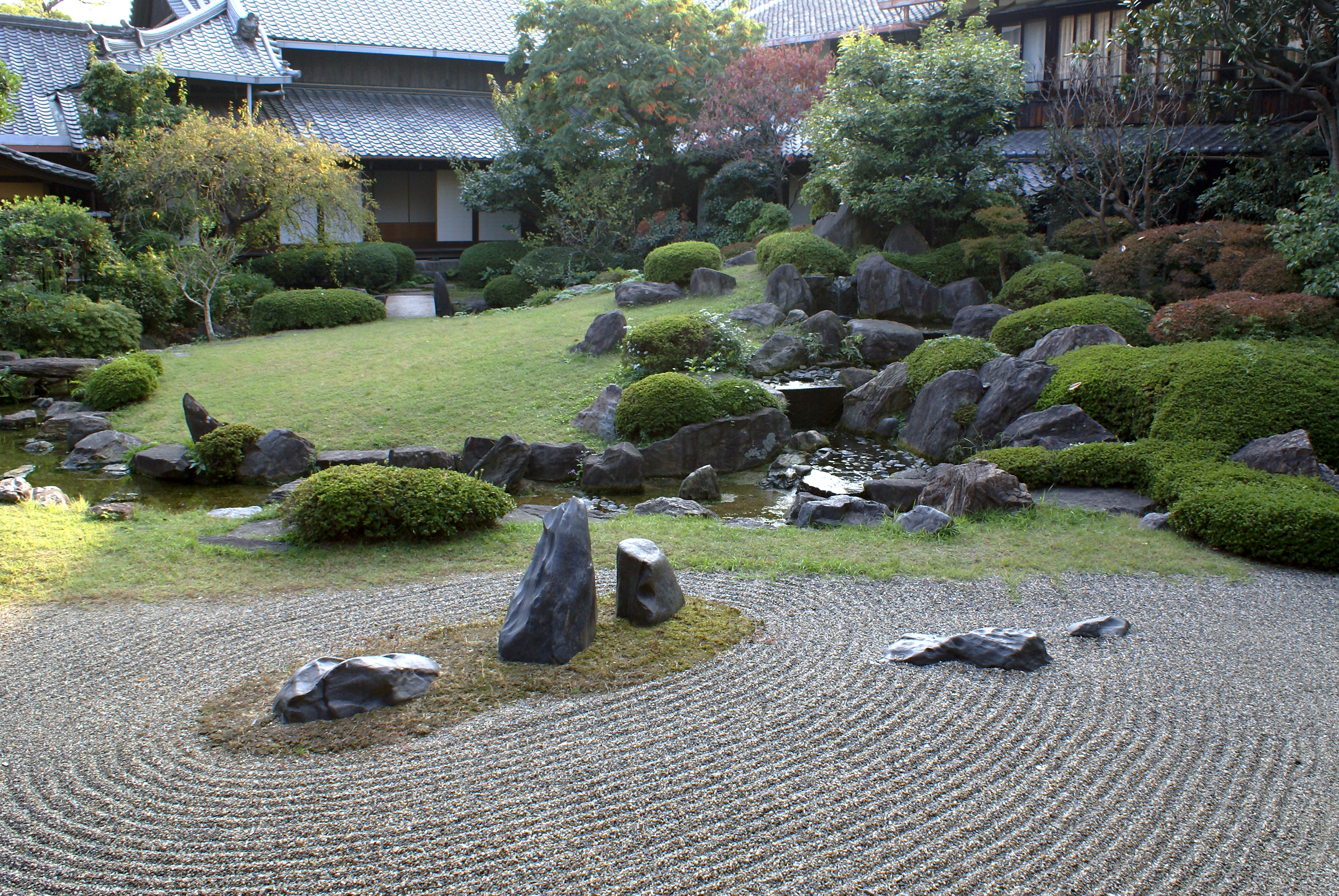
四天王寺本坊庭園
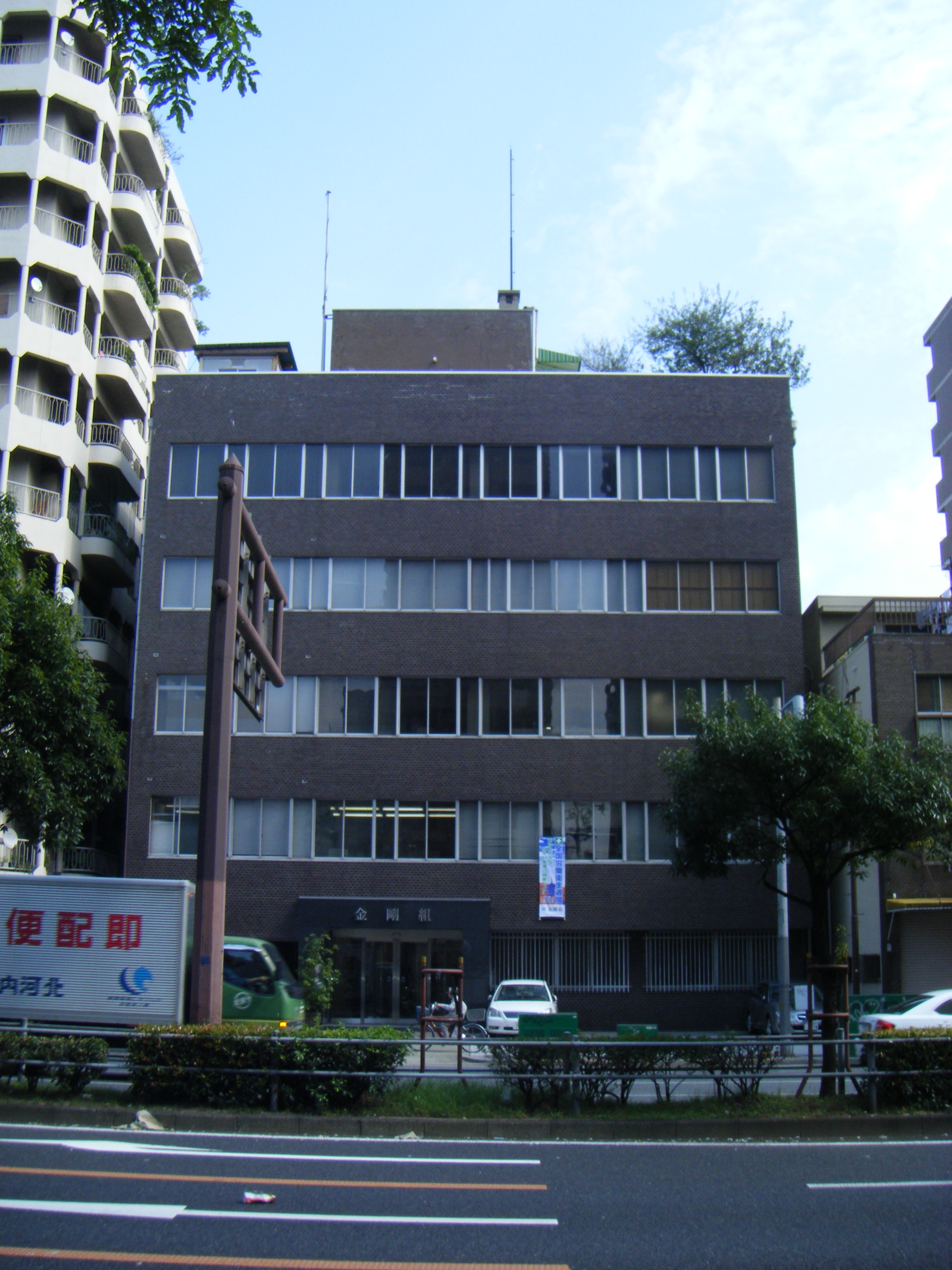
金剛組
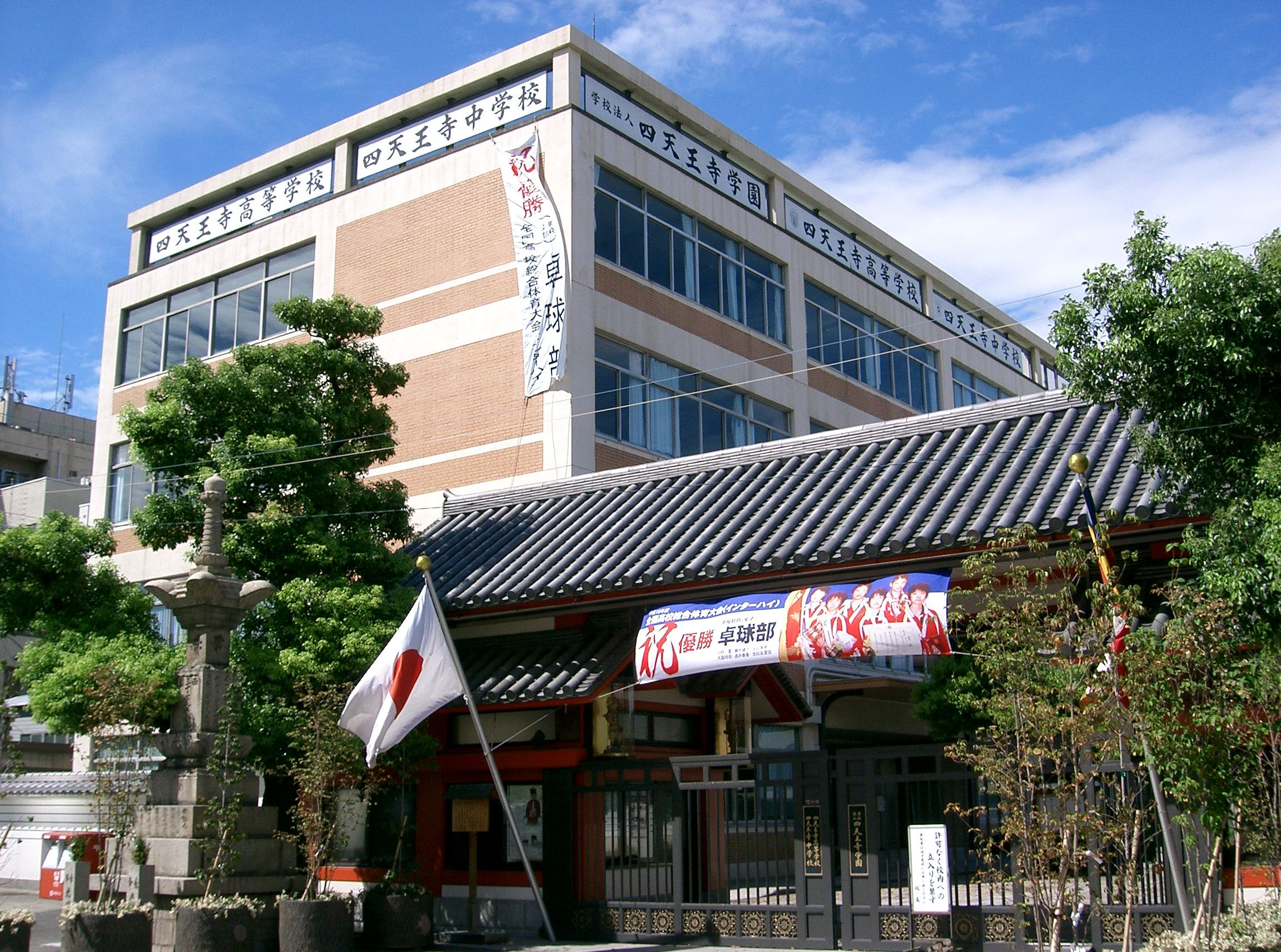
四天王寺中学校・高等学校